# バヤン・クリ
バヤン・クリ（Bayan Quli / بايان قُلی、生年不詳 - 1358年）は、西チャガタイ・ハン国の第2代ハン（在位：1348年 - 1358年）。

## 生涯
ドゥアの孫。1348年にダーニシュマンドがアミールのカザガンに殺害されるとマー・ワラー・アンナフルにおいてカザガンに新たな君主として擁立された。バヤン・クリもまたカザガンの傀儡であり、カザガンはバヤン・クリの名をもってマー・ワラー・アンナフルを統一し、ペルシアを窺う動きを見せた。
1357年にカザガンが暗殺されるとその子のアブドゥッラーがカザガンの地位を引き継いだ。バヤン・クリの妃がアブドゥッラーに通じると、バヤン・クリはアブドゥッラーの手の者によってサマルカンドで暗殺された。